# Pirates of the Caribbean: On Stranger Tides
Pirates of the Caribbean: On Stranger Tides (Els Pirates del Carib: En Marees Misterioses) és la quarta pel·lícula de la saga d'Els Pirates del Carib. És, per tant, la continuació cinematogràfica de les aventures del Capità Jack Sparrow que va ser dirigida per Rob Marshall el 2011 i produïda per Walt Disney Pictures.
Aquesta nova entrega ja es va preveure al final de la tercera pel·lícula, Pirates of the Caribbean: At World's End, quan es descobreix un mapa que mostra el camí fins a la Font de l'Eterna Joventut.

## Argument
En Johnny Depp torna a reprendre el seu paper del Capità Jack Sparrow, en una pel·lícula plena d'acció sobre la veritat, la traïció, la joventut i la desaparició. En aquest cas, en Jack es topa amb una dona del seu passat, Angelica (Penélope Cruz), sense estar gaire segur de si ella és una estafadora sense escrúpols o si simplement busca el seu amor.
La història comença quan Jack Sparrow és capturat pel Queen Anne's Revenge, el vaixell del temible pirata Barbanegra, on també hi ha l'Angelica fent-se passar per la filla del Capità. A Jack Sparrow, el forcen a unir-se a la seva aventura a la recerca de la Font de l'Eterna Joventut. Durant el trajecte, la tripulació es veurà perseguida per corsaris i atacada per sirenes i, mentrestant, en Jack haurà de descobrir qui li inspira més por, si el mateix Barbanegra o la seva filla.

## Repartiment
- Johnny Depp: Capità Jack Sparrow
- Geoffrey Rush: Capità Hector Barbossa
- Ian McShane: Capità Edward Teach "Barbanegra"
- Kevin R. McNally: Joshamee Gibbs
- Penélope Cruz: Angelica Teach
- Stephen Graham: Scrum
- Sam Claflin: Philip Swift
- Astrid Bergès-Frisbey: Syrenia
- Richard Griffiths: Rei Jordi II de Gran Bretanya
- Greg Ellis: Tinent Theodore Groves un oficial de la Marina Real Británica
- Gemma Ward: Tamara
- Keith Richards: Capità Teague
- Óscar Jaenada: L'Espanyol

## Crítica
- Sparrow ha tornat en plena forma per la seva quarta aventura a Pirates of the Caribbean: On Stranger Tides que és més seriosa a les mans d'un nou director, Rob Marshall i també molt més sexy gràcies a la Penélope Cruz (Ray Bennett: The Hollywood Reporter).
- La dirigeix en Rob Marshall (...) però continua sent igual d'avorrida (...) dura dues hores i tens la sensació que en dura (Carlos Boyero: Diari El País).
- No hi ha sorpreses (...) Si se sap què es va a fer és impossible no gaudir (Luis Martínez: Diari El Mundo).
- Hi ha quasi de tot en aquesta nova entrega dels pirates. Però la sensació és que l'esforç ha valgut ben poc. Li sobren situacions i li falta una vertadera història per explicar (Salvador Llopart: Diari La Vanguardia).[3]